# George W. Coats
George Wesley Coats (* 13. August 1936 in Knox City, USA; † 6. April 2006 in Houston) war ein US-amerikanischer Professor für Altes Testament. In den 1970er Jahren arbeitete er mit Gerhard von Rad, Walther Zimmerli und Ernst Güttgemanns zusammen. Er lehrte unter anderem an der Universität Heidelberg, in Hamburg und an der Hebrew University of Jerusalem.

## Biographie
Coats absolvierte seine theologische Ausbildung am McMurry College, der Perkins School of Theology und in Yale. Danach begann er seine Karriere am Lexington Theological Seminary. Ein Hirntumor und die daraus folgenden psychischen Probleme zwangen ihn 1992 zu einem frühzeitigen Ausscheiden aus der Wissenschaft.

## Werke
Aus der Zusammenarbeit mit Güttgemanns erwuchs als Aspekt seiner Arbeit die Beschäftigung mit Narratologie.
- Rebellion in the wilderness. The murmuring motif in the wilderness traditions of the Old Testament. Nashville, Tenn. 1968.
- Canon and authority. Essays in Old Testament religion and theology. Philadelphia 1977, ISBN 0-8006-0501-2.
- Saga, legend, tale, novella, fable. Narrative forms in Old Testament literature. Sheffield 1985, ISBN 0-905774-84-1, (Journal for the study of the Old Testament Supplement series 35)
- Genesis. With an Introduction to Narrative Literature. Grand Rapids, Mich. 1987, ISBN 0-8028-1954-0, (The Forms of the Old Testament Literature 1).
- Moses. Heroic Man, Man of God. Sheffield 1988, ISBN 1-85075-096-3.
- The Moses tradition. Sheffield 1993, ISBN 1-85075-410-1, (Journal for the study of the Old Testament Supplement series 161)
- Numbers. (mit Knierim, Rolf P.). Grand Rapids, Mich. 2005, ISBN 0-8028-2231-2.